# Vatica maingayi
Espèce
Classification phylogénétique
Statut de conservation UICN

 CR A1cd, C2a : 
En danger critique
 Vatica maingayi est un arbre sempervirent de Malaisie et d'Indonésie appartenant à la famille des dipterocarpaceae

## Répartition
Forêts à dipterocarps de plaine de la péninsule Malaise, Singapour, Sumatra, Sabah et Sarawak, autrefois localement abondant.

## Préservation
Espèce menacée par la déforestation et l'exploitation forestière.